# Хлевов, Александр Алексеевич
Александр Алексеевич Хлевов (род. 5 января 1969 г., Ленинград, СССР) — российский историк и культуролог, специалист широкого гуманитарного профиля, в частности, в области скандинавистики, истории и культуры средних веков, военной истории. Доктор философских и кандидат исторических наук, профессор. Член редакционного совета научно-исторического журнала «Ученые записки Крымского федерального университета им. В. И. Вернадского. Исторические науки» (Симферополь). Член редакционной коллегии научного журнала «Траектория образования» (Ижевск). Член редакционной коллегии журнала «МедиаVектор» (Симферополь). Автор более 150 научных публикаций, в том числе 12 монографий. 

## Биография
Родился в Санкт-Петербурге в семье морского офицера.
Учился в школах Санкт-Петербурга: школа №79 (1976-1978, 1979-1982 ); Ялты: школа № 10 (1978-1979; Севастополя: школа №44 (1982-1986).
Альма-матер для ученого стал исторический факультет Симферопольского государственного университета им. М. В. Фрунзе, где он учился в 1986 – 1991 гг. на кафедре истории древнего мира и средних веков. Окончил с отличием.
Бессменным научным руководителем и вдохновителем А. А. Хлевова, вплоть до своей гибели в 2003 г., был крупнейший отечественный скандинавист, профессор Глеб Сергеевич Лебедев.
В 1991 – 1994 гг. обучался в очной аспирантуре на историческом факультете Санкт-Петербургского государственного университета, кафедра археологии.  В декабре 1994 г. защитил кандидатскую диссертацию по специальности 07.00.06 – археология. Тема диссертационного исследования — «Норманская проблема в свете археологических источников».
В 1995 – 1999 гг. занимал должность учёного секретаря в Санкт-Петербургском филиале Российского научно-исследовательского института культурного и природного наследия.
С февраля 1995 г. преподавал на кафедре русской истории и культуры Русского христианского гуманитарного института (РХГИ, Санкт-Петербург).
Научная карьера продолжилась в очной докторантуре на философском факультете Санкт-Петербургского государственного университета, на кафедре культурологии в период 1999 – 2002 гг. В октябре 2002 г. защитил докторской диссертации по теме по специальности 24.00.01 – теория и история культуры, культурологи.
С 2003 г. – заведующий кафедрой русской истории и культуры Русского христианского гуманитарного института, научный редактор издательской группы «Евразия» (Санкт-Петербург).
С 2004 г. –  руководитель авторского семинара «Человек воюющий». В настоящий момент семинар возобновлен на базе КФУ им. В.И. Вернадского с октября 2017 г. и Севастопольского государственного университета с октября 2021 г.
В 2005 – 2014 гг. – заведующий кафедрой антиковедения и медиевистики Русской христианской гуманитарной академии (РХГИ переименован в академию в том же году), руководитель выездной заочной программы Русской христианской гуманитарной академии, руководитель филиалов Академии в Тюмени, Караганде, Алма-Ате, Москве, Ростове-на-Дону, Краснодаре.
С 2009 г. – заведующий кафедрой культурологии и искусствоведения РХГА.
В 2009 – 2012 гг. – профессор (совместитель) магистратуры филологического факультета Санкт-Петербургского государственного университета.
С 2015 по 2021 г. работал в Крымском федеральном университете им. В. И. Вернадского (г. Симферополь): профессор кафедры документоведения и архивоведения исторического факультета, профессор кафедры культурологии и религиоведения философского факультета.
С 2018 г. преподаёт в Севастопольском государственном университете (г. Севастополь): профессор кафедры «История» Института общественных наук и международных отношений СевГУ.
С 2020 г. преподаёт в филиале Московского государственного университета им. М. В. Ломоносова г. Севастополе: профессор кафедры истории и международных отношений историко-филологического  факультета .

## Сферы научных интересов
- скандинавистика, история и археология Северной Европы эпохи викингов и предшествующего периода;
- история и культура европейского средневековья;
- источниковедение и документоведение периода раннего средневековья, археография;
- военное документоведение;
- историография, развитие исторического знания, формы исторической памяти;
- проблемы политогенеза и ранних форм государственности в древнем мире, Европе, Руси;
- военная история докапиталистических обществ и новейшего времени (XX-XXI вв.);
- философия истории, цивилизационные концепции;
- культурная антропология, теория культуры.

## Основные публикации в научных изданиях

### Монографии
1. Норманская проблема в отечественной исторической науке. СПб: Изд-во СПб ун-та, 1997. 6,28 п. л.
2. Формирование германо-скандинавской мифологической системы. СПб.: СПб.: Изд-во РХГИ, 2001. 4,2 п. л.
3. Предвестники викингов. Северная Европа I-VIII вв. СПб: Евразия, 2002. 27 п. л.
4. Морские войны Рима. СПб: Изд-во СПб ун-та, 2005. 40 п. л.
5. Краткий курс истории средних веков. СПб: Изд-во СПб ун-та; Изд-во РХГА, 2006. 16,5 п. л.
6. Краткая история средних веков: эпоха, государства, сражения, люди. СПб: Амфора, 2008. 19,32 п. л.
7. Литература средних веков. Хрестоматия. СПб.: Изд-во Амфора, 2009. 54 п. л.
8. И. В. Сталин: pro et contra, антология. Т. 1. Образы союзников-победителей в культурной памяти о Войне 1941-1945 гг. СПб.: Издательство РХГА, 2015. 52 п. л.
9. Предвестники викингов. Северная Европа I-VIII вв. (2-е издание). СПб: Евразия, 2015. 27 п. л.
10. Краткая история Средних веков. Эпоха, государства, сражения, люди. – СПб.: Пальмира. – 2017. – 366 с.
11. Кто такие викинги. – 2021. – 224 с.

### Статьи и рецензии
1. Балтийская цивилизация и европейское единство раннего средневековья // Дивинец староладожский: Междисциплинарные исследования. СПб., Изд-во СПб ун-та, 1997. С. 42-49.
2. Зооморфные изображения на вендельском оружии: опыт семантической реконструкции // Проблемы социально-политической истории и культуры средних веков (Тезисы докладов студенческо-аспирантской конференции 25-29 ноября 1996 г.). СПб., 1997. С. 40-41.
3. Дружина Севера как исторический феномен // Вторые Скандинавские чтения. Сборник материалов. СПб., 1999. С. 49-58.
4. Варяги и Русь: Научный спор и историческая реальность // Новый часовой. — 1997. №5. С. 7-18.
5. Англо-саксонская руническая надпись из собрания Публичной Библиотеки: Опыт предварительного анализа // Вторые Скандинавские чтения. Сборник материалов. СПб., 1999. С. 363-370.
6. Изображения всадников на черепице средневекового Херсонеса как исторический источник: к постановке проблемы // Средневековое общество в социально-политическом и культурном аспекте. СПб., 2001. С. 8-10.
7. Вербальные и псевдовербальные ритуалы архаической Скандинавии: к попытке классификации // Ритуальное пространство культуры (Материалы международного форума 26 февраля – 7 марта 2001 г.), серия IX Symposium. СПб., 2001. С. 240-245.
8. Об историко-культурной интерпретации керченских рун // Анахарсис. Памяти Ю. Г. Виноградова (Херсонесский сборник). Севастополь, 2001. Вып. 1. С. 169-184.
9. О географии мифологического пространства архаической Скандинавии // Philologica Scandinavica: Сборник статей. (Сборник статей к 100-летию со дня рождения М. И. Стеблин-Каменского). СПб.: Филологический ф-т СПбГУ, 2003. С. 217-231.
10. Образ птицы в искусстве и мифологии Северной Европы: к вопросу об интерпретации трех сюжетов // Вестник РХГИ, Т. 5. СПб.: Изд-во РХГИ,  2004. С. 174-186.
11. Битва при Свёльде: к вопросу о прогрессе тактики ведения морских сражений раннего средневековья // Скандинавские чтения 2004 года. Этнографические и культурно-исторические аспекты. СПб.: Кунсткамера, 2006. C. 69-79.
12. La question normande et l’évolution de l’historiographie russe au XVIIIe siècle. (Норманский вопрос и развитие российской историографии в XVIII в.) (франц.) // Slavica Occitania. N° 28, «Naissance de l’historiographie russe». Toulouse. 2009. С. 145-162.
13. Кораблестроительная революция в Северной Европе XII–XV вв. // Судьбы славянства и эхо Грюнвальда. Выбор пути русскими землями и народами Восточной Европы в Средние века и раннее Новое время (к 600-летию битвы при Грюнвальде/Танненберге). Материалы международной научной конференции 22–24 октября 2010 г. СПб.: Любавич, 2010. С. 349-352.
14. The Viking world (Routledge Worlds). Мир викингов. Под ред. С. Бринка и Н. Прайса. (Рецензия) // Вестник Русской христианской гуманитарной академии. Т. 12. вып. 1. СПб., 2011. С. 308-310.
15. К вопросу о формировании воинской элиты в Норвегии римского железного века // Восточная Европа в древности и средневековье. 2011. Т. 23. С. 300-305.
16. Три возраста холодной войны. The Cambridge history of the Cold War. Ed. By Melwyn P. Leffler & Odd Arne Westad. Cambridgу University Press: Cambridge, New York, Melbourne, Madrid, Cape Town, Singapore, Sāo Paulo, Delhi, Dubai, Tokyo, 2010. I, II, III (Рецензия) // Вестник Русской христианской гуманитарной академии. Т. 14. вып. 4. СПб., 2013. С. 319-324.
17. «Обыкновенное чудо»: цивилизация северных морей как культурный феномен // Вестник Русской христианской гуманитарной академии. 2013. Т. 14. № 2. С. 257-269.
18. Варяжский вопрос и формирование национальной идентичности в России // Материалы V международной научно-практической конференции «Образование. Наука. Культура» 22 ноября 2013 г. Гжель, 2014. С. 688-691.
19. Ладьевидные каменные кладки и география раннего политогенеза Скандинавии // Восточная Европа в древности и средневековье. Государственная территория как фактор политогенеза. XXVII Чтения памяти члена-корреспондента АН СССР Владимира Терентьевича Пашуто. Москва, 15-17 апреля 2015 г. Материалы конференции. М., 2015. СС. 299-303.
20. Промежуточный финиш. Рецензия на книгу В’ятрович В. та ін. —Україна у Другій Світовій Війні. До 70-річчя перемоги над нацизмом у Другійсвітовійвійні. — Київ, Український інститут національної пам’яті, 2015. — 28  с.,  іл.  //  Вестник  Русской христианской гуманитарной академии. – Т. 16. Вып. 2. – СПб., 2015. – СС. 374-378.
21. Формирование коалиций перед Первой мировой войной в университетском курсе всеобщей истории: проблема Бьёркского договора // Проблемы гуманитарного образования: филология, журналистика, история. Сборник научных статей II Международной научно-практической конференции. под ред. Т. В. Стрыгиной. – Пенза: Изд-во Пензенского государственного университета, 2015. – СС. 311-316.
22. О философии истории как прикладной дисциплине // Научный вестник Крыма. – 2016. – № 1 (1). – С. 8.
23. Англо-саксонская руническая надпись из Островного Евангелия и раннесредневековый мультикультурализм // Научный вестник Крыма. – № 4 (4). – С. 3.
24. Корабль в культуре Скандинавии бронзового века: географический аспект // Общество. Среда. Развитие. – СПб: Центр научно-информационных технологий «Астерион». – 2016. — № 1 (38). – СС. 65-69.
25. И. В. Сталин и материально-технические аспекты национальной безопасности послевоенного времени: расстановка акцентов // Россия в глобальном мире. – СПб: Изд-во Политехнического университета. – 2016. – № 8 (31). – СС. 294-307.
26. Хлевов А. А., Склипис Е. В. Корейцы // Энциклопедия народов Крыма. – Симферополь: Изд-во КФУ им. В. И. Вернадского. –  2016. – С.87-92.
27. Хлевов А. А., Склипис Е. В. Караимы // Энциклопедия народов Крыма. – Симферополь: Изд-во КФУ им. В. И. Вернадского. –  2016. – С.83-87.
28. Хлевов А. А. Уроки острова Бьёрке и мысли по поводу: исторический и историографический «шлейф» дипломатического курьёза // Научный вестник Крыма. – 2017. – № 4 (9). – С. 12.
29. Хлевов А. А. Бьёркский договор как поворотный пункт российской внешней политики XX в. // Учёные записки. Электронный журнал Курского государственного университета. – 2017. – № 3 (43). – С. 60-68.
30. Хлевов А. А., Коскова А. С. Образ «будущей войны» как элемент национально-государственной идентичности в СССР 1920-1930-х гг. // Эпоха социалистической реконструкции: идеи, мифы и программы социальных преобразований: Сб. науч. тр. / под ред. О. В. Горбачева, Л. Н. Мазур. – Екатеринбург: Изд-во Урал. ун-та, 2017. – С. 693-702.
31. Хлевов А. А. Каменные корабли Северной Европы как культурно-исторический источник // Дни науки КФУ им. В. И. Вернадского. Сборник тезисов участников. – Т.7. Таврическая академия. – С. 1142-1143.
32. Хлевов А. А., Бондарев А. В. Клио и Логос: История и культурология в пространстве взаимодействия. Пролегомены // Клио и Логос: История и культурология в пространстве взаимодействия. Сборник статей и тезисов докладов / Отв. Ред. А. В. Бондарев и А. А. Хлевов. – СПб: Астерион, 2017. – С. 6-13.
33. Хлевов А. А. Нуждается ли Клио в Логосе или «Зеркало для историка» // Клио и Логос: История и культурология в пространстве взаимодействия. Сборник статей и тезисов докладов / Отв. Ред. А. В. Бондарев и А. А. Хлевов. – СПб: Астерион, 2017. – С. 20-24.
34. Коскова А. С., Хлевов А. А. Восточный фронт в воспоминаниях итальянских ветеранов: обзор мемуаристики // Молодёжь в науке: Новые аргументы. Сборник научных работ VI Международного молодёжного конкурса. Отв. Ред. А. В. Горбенко. – Липецк: Изд-во Научное партнёрство «Аргумент», 2017. – С. 110-120.
35. Коскова А. С., Хлевов А. А. Апология истории, или Как выжить историку в современной науке // Молодая наука. Сборник научных трудов научно-практической конференции для студентов и молодых учёных. Науч. ред. Н. Г. Гончарова. – Симферополь: Изд-во Типография «Ариат», 2017. – С. 307-310.
36. Коскова А. С., Хлевов А. А. Итальянский язык в эпоху фашизма // Дни науки КФУ им. В. И. Вернадского (Симферополь, 2017), сборник тезисов участников. – Симферополь, 2017. – T.7. – 1160 с. – С. 1150-1152.
37. Белоусова Ю. В., Хлевов А. А. Двойственность образа религии в российской культуре // Культура народов Причерноморья с древнейших времён до наших дней. Материалы конференции. XLII Международные научные чтения. – Симферополь, 2017. – С. 91-95.